# هوستینه
هوستینه (به لاتین: Hostinné) یک شهرستان در جمهوری چک است که در منطقه تروتنوف واقع شده‌است. هوستینه ۴٬۷۷۳ نفر جمعیت دارد.

## خواهرخوانده
شهر بنزهایم خواهرخواندهٔ هوستینه هست.